# Paruline de Belding
Geothlypis beldingi
Espèce
Répartition géographique
Statut de conservation UICN

 VU  : Vulnérable
La Paruline de Belding (Geothlypis beldingi) est une espèce de passereaux appartenant à la famille des Parulidae.

## Distribution
La Paruline de Belding se trouve dans la péninsule de Basse-Californie

## Systématique
Deux sous-espèces sont reconnues par le Congrès ornithologique international :
- G. b. goldmani Oberholser, 1917 (centre de la péninsule) ;
- G. b. beldingi Ridgway, 1882 (sud de la péninsule).

## Habitat
Cette paruline habite principalement les roselières des marais d'eau douce, où croissent notamment les Typhas et le Scirpe aigu. Elle peut aussi fréquenter les marais côtiers et la mangrove.